# Partido Socialista (Francia)
El Partido Socialista (en francés, Parti socialiste; PS) es un partido político socialdemócrata de Francia refundado en 1969 que ha gobernado el país en cuatro ocasiones —1981-1986, 1988-1993, 1997-2002 y 2012-2017—. Aunque históricamente ha sido un partido socialista democrático, en su trayectoria, según analistas políticos, ha evolucionado de la izquierda al centro izquierda.
En junio de 2017 el partido pasó de 314 a 31 diputados en la Asamblea Nacional y se reduce su campo situado entre la izquierda de Jean-Luc Mélenchon y el centro-centroderecha liberal del exmilitante socialista, y actual presidente de la República, Emmanuel Macron. Varias figuras del partido socialista como Manuel Valls, Gérard Collomb, Jean-Yves Le Drian, etc. se han incorporado a En Marcha, el partido fundado por Macron. 
A finales de 2017 el PS se plantea una nueva refundación y está dirigido por una dirección colegiada con un secretario general de Coordinación, Rachid Temal.
En marzo de 2018 Olivier Faure gana las primarias para liderar el PS y será nombrado oficialmente primer secretario en el congreso del 7 de abril de Aubervilliers.

## Cronología
El actual Partido Socialista fue refundado el 4 de mayo de 1969, tras el Congreso de Alfortville que fusionó la Sección Francesa de la Internacional Obrera con la Unión de Clubes por la Renovación de la Izquierda y la Convención de Instituciones Republicanas. En Francia habían existido partidos socialistas democráticos, con diferentes nombres, desde 1880. Durante un siglo, no tuvieron demasiado éxito electoral. En 1981, bajo la dirección de François Mitterrand, el partido obtuvo la presidencia de la república y la mayoría en la Asamblea Nacional por vez primera. Mitterrand fue presidente durante 14 años.
El 16 de noviembre de 2006, los socialistas eligieron a Ségolène Royal como candidata a las elecciones presidenciales de 2007. En la primera vuelta de las elecciones presidenciales de 2007, el Partido Socialista pasó a la segunda vuelta, ya que el de 

Sarkozy obtuvo el 31,11% %, mientras que el de Royal el 25,84 % de los votos; el social liberal de 
UDF Bayrou obtuvo el 18.55%, y Le Pen el 10,51% de los votos. En la segunda vuelta, se proclamó vencedor Sarkozy, lo que implicó la permanencia de los socialistas franceses fuera de la presidencia de la república por tercer mandato consecutivo.
En 2012 François Hollande vence en con 51,64% frente a un 48,36% de Nicolás Sarkozy en la segundo vuelta recuperando el Eliseo por primera vez desde 1995. Su mandato se caracterizó por el descontento general de los franceses, según una encuesta solo aprobaban su gestión un 4% de los franceses siendo el presidente peor valorado.
En las elecciones presidenciales de 2017 François Hollande decide no presentarse a una reelección un hecho inaudito desde la proclamación de la V República Francesa, Benoît Hamon se presentó como candidato del Partido Socialista tras ser el vencedor de las primarias obteniendo un 6,36% en la primera vuelta de las elecciones presidenciales del 23 de abril no logrando pasar a la segunda vuelta siendo este el peor resultado del Partido Socialista desde la V República. En las elecciones legislativas francesas celebradas en junio de 2017 el PSF pasó de 314 a 30 diputados en la Asamblea Nacional provocando la dimisión del Primer Secretario del Partido Socialista de Francia Jean-Christophe Cambadélis.
El 1 de julio de 2017 Benoît Hamon deja el PS para fundar el "Movimiento Primero de julio". Por parte Élisabeth Guigou antigua diputada que acaba de retirarse de la vida política critica esta decisión y propone a Bernard Cazeneuve dirigir el partido refundado y renombrado pero que conservará el nombre de socialista.
El 8 de julio de 2017 se nombra una dirección colegiada. Cambadélis permanece oficialmente en su puesto hasta el 30 de septiembre cuando la dirección colegiada asume la mayoría de sus tareas de coordinación y se nombra como secretario general de Coordinación a Rachid Temal que asume legalmente la coordinación y la representación legal del partido.
El 5 de octubre, Cambadélis propuso mantener un liderazgo colegiado, reducido a dos o cuatro miembros hasta que se celebre el congreso en abril de 2018. 
El 23 de octubre de 2017, se lanzó una consulta en línea para refundar el partido.
El 19 de diciembre de 2017, se cerró la venta de la sede de la rue de Solferino con el grupo Apsys, creado por Maurice Bansay.
En enero de 2018, Stéphane Le Foll, Luc Carvounas, Olivier Faure y Emmanuel Maurel celebran elecciones primarias para liderar el Partido Socialista. La primera ronda de votaciones se celebra el 15 de marzo de 2018. El candidato Olivier Faure logra el 48,5 % de los votos y Stéphane Le Foll se sitúa en segundo lugar. Dada la clara victoria de Faure, Le Foll renunció a la segunda vuelta.
El Congreso del PS está convocado para el 7 de abril en Aubervilliers .

## Fundamentos ideológicos y filosóficos

### Declaración de principios
El proyecto de la nueva Declaración de Principios del PS fue elaborada por el Buro Nacional en abril. Fue adoptada por una gran mayoría en junio de 2008.

### Las corrientes del Partido Socialista
| Lista de Congresos del Partido Socialista | Lista de Congresos del Partido Socialista |
| ----------------------------------------- | ----------------------------------------- |
| 4 de mayo de 1969                         | Congrès d'Alfortville                     |
| 11- 13 de julio de 1969                   | Congreso de Issy-les-Moulineaux           |
| 11- 13 de junio de 1971                   | Congreso de Épinay                        |
| 22- 24 de junio de 1973                   | Congreso de Grenoble                      |
| 31 de enero - 12 de febrero de 1975       | Congreso de Pau                           |
| 17- 18 de junio de 1977                   | Congreso de Nantes                        |
| 6 - 8 de abril de 1979                    | Congreso de Metz                          |
| 24 de enero de 1981                       | Congreso de Créteil                       |
| 23- 25 de octubre de 1981                 | Congreso de Valence                       |
| 28- 30 de octubre de 1983                 | Congreso de Bourg-en-Bresse               |
| 11- 13 de octubre de 1985                 | Congreso de Toulouse                      |
| 3 - 5 de abril de 1987                    | Congreso de Lille                         |
| 15- 18 de marzo de 1990                   | Congreso de Rennes                        |
| 13 - 15 de diciembre de 1991              | Congreso del Arco de La Défense           |
| 10- 12 de julio de 1992                   | Congreso de Bordeaux                      |
| 22 - 24 de octubre de 1993                | Congreso de Le Bourget                    |
| 18- 20 de noviembre de 1994               | Congreso de Liévin                        |
| 21- 23 de noviembre de 1997               | Congreso de Brest                         |
| 24- 26 de noviembre de 2000               | Segundo Congreso de Grenoble              |
| 16- 18 de mayo de 2003                    | Congreso de Dijon                         |
| 18- 20 de noviembre de 2005               | Congreso de Le Mans                       |
| 7- 9 de noviembre de 2008                 | Congreso de Reims                         |

Las corrientes estructuran la vida interna del Partido Socialista. Herederos de grupos y clubes políticos de la época anterior a la reunificación de Epinay, se modificaron largamente a través de los años. Oficialmente, las corrientes se estructuran alrededor de mociones, es decir grandes textos de orientación escritos en cada congreso. Sin embargo, en la práctica, cada moción está subdividida en multitudes y sensibilidades diferentes, a veces ligados a un líder carismático, o simplemente a una manera de hacer política y de analizar la sociedad.
- Alrededor de Ségolène Royal
  - La línea clara, colectivo animado por los "barones locales" (intendentes de ciudades, y presidentes de colectividades locales) Gérard Collomb, Vincent Feltesse, Jean-Noël Guérini y Manuel Valls.
  - Nueva voz, animado por Gaëtan Gorce, y Jean-Louis Bianco.
  - Izquierda socialista, animado por Julien Dray.
  - Unidad y Refundación, animado por Frédéric Leveillé.
  - Los militantes de la corriente de Royal están generalmente activos en el seno de la asociación Deseos de futuro, fundada independientemente por la señora Royal fuera del PS, y que no tiene ninguna corriente dentro del partido.

- Alrededor de Martine Aubry
  - Reformar, animado por Martine Aubry.
  - Reunir a la Izquierda, animado por Laurent Fabius.
  - Actuar por la Igualdad, animado por Claude Bartolone, cercano a Laurent Fabius.
  - Socialismo y Democracia, animado por Jean-Christophe Cambadélis, cercano a Dominique Strauss-Kahn.
  - Renovar ahora, animado por Arnaud Montebourg.

- Alrededor de Bertrand Delanoë 
  - 17 de noviembre, animado por François Hollande.
  - Necesidad de Izquierda, animado por Pierre Moscovici.

- Alrededor del polo Nuevo Partido Socialista
  - Nuevo Partido Socialista, animado por Benoît Hamon y Henri Emmanuelli
  - Ambición socialista, animado por Marie-Noëlle Lienemann y Paul Quilès.
  - Renovación socialista europea, animado por Jacques Généreux.
  - Democracia y Socialismo, animado por Gérard Filoche.
  - Nueva Izquierda, animado por Pierre Larrouturou.
  - Trait d'Union y Fuerzas Militantes, animados respectivamente por Jean-Luc Mélenchon y Marc Dolez, hicieron moción con todas estas corrientes en el Congreso de Reims antes de salir del Partido Socialista después de haber votado por las mociones, para fundar el Partido de Izquierda.

- Otras corrientes
  - El Movimiento Utopia, organización también presente en Los Verdes y en el Partido Radical de Izquierda, cuyos principales dirigentes migrarán al Partido de Izquierda, después del Congreso de Reims.
  - Polo Ecológico

## Organización interna

### Los adherentes
La esencial fuerza del Partido Socialista reposa en sus militantes. Debido a la larga confrontación con los comunistas dentro de la izquierda, los socialistas mantuvieron una gran tradición de militancia de terreno. Hoy en día, el PS sigue publicando panfletos, diarios internos y publicaciones externas.
La edad mínima para afiliarse es de 15 años. La adhesión al partido es libre, y cada miembro posee los mismos derechos, ya sea el primer secretario, o un militante de base. El Partido Socialista reivindica que tiene 280 000 afiliados en diciembre de 2006; en diciembre de 2005, reivindicaba 150 000, sin embargo el Canard enchaîné reveló que contaba con 133 831. El Partido Socialista es un partido que practica ampliamente la democracia interna. Son los militantes los que designan los representantes en todos los niveles: a nivel local, a nivel departamental, y a nivel nacional. Los militantes votan por los textos de orientación en cada congreso, y eligen los candidatos en cada elección. Más recientemente, un procedimiento de consulta interno fue creado para que los militantes decidan sobre la línea política del partido en cuestiones precisas. Otras innovaciones para los simpatizantes debían permitir que estos últimos, bajo el nombre de "adherentes del proyecto", puedan participar concretamente de la elaboración de los proyectos socialistas. Ese proceso fue adormecido después del 29 de mayo de 2005. También, eventos tradicionales ritman la vida del PS, como la Universidad de Verano de La Rochelle, la "galette" republicana en el mes de enero, o las varias fiestas de la rosa que acontecen a comienzos del verano.
Los socialistas, así también como los militantes del PCF, LO, o LCR, se denominan entre sí "camaradas". El Partido Socialista nunca fue realmente un partido de obreros, sino más bien de clase media, de profesores, salariados de baja escala, y trabajadores del sector privado. Tiene mucha fuerza en las ciudades, y entre los jóvenes.
Por una larga tradición de síntesis entre una centro-izquierda moderada y europea, y una izquierda contestataria, el PS supo siempre juntar, más allá de su electorado, lo que hace del centro de gravedad de la izquierda parlamentaria.
El electorado real socialista se encuentra hoy en día entre un 17& y 26%. En 2002, Lionel Jospin obtenía 16.18% de los votos en la primera ronda electoral. En 2004, el Partido Socialista obtenía el 29.4% de los votos.

### Las estructuras locales
La sección es la estructura de base del Partido Socialista. Una sección puede ser local, o temática. Generalmente, se organiza en torno de una comuna o un barrio, y son ellas las que tienen la gran mayoría de los militantes. Sin embargo, también existen secciones organizadas alrededor de empresas, aunque estas tienden a desaparecer en la actualidad. Pero, las secciones universitarias (Sección ENS, Sección Sciences Po, Sección Scien Po Lille, Sección Sorbonne) se siguen constituyendo. Otras, creadas en el extranjero, son organizadas alrededor de un país.
Las reuniones de sección son los momentos privilegiados de la vida militante. El cuadro de la sección permite una militancia más directa. Son las secciones las que organizan las pintadas, las distribuciones de materiales, los casa-por-casa, etc. Son también ellas las que aseguran la unión entre la dirección nacional, la federación departamental y los militantes. Es también en la sección que se debaten los temas internos, ya sean para los congresos o para una consulta del partido. Cuando la sección cuenta con personas que fueron elegidas, estas pueden compartir con los militantes las soluciones y las perspectivas a dar a una política municipal, por ejemplo. El primer secretario de sección es elegido por el voto secreto y el escrutinio uninominal mayoritario a dos vueltas por la primera asamblea general de la sección después del Congreso Nacional. Es el animador de la sección del cual es el portavoz. Puede ser ayudado por un secretario adjunto, o un secretario de sección.
Las secciones también lograron abrirse más allá de simples adherentes, formando "asociaciones ciudadanas", que reúne ciudadanos simpatizantes con el PS, y militantes, y que suele estar muy activa durante las elecciones municipales. Sin embargo, las secciones conocen en la actualidad ciertas dificultades debido a la nueva distribución territorial y su adaptación a ella. Las secciones socialistas deberán entonces adaptarse a la nueva realidad de las comunidades y a los cambios debido a la descentralización y a la evolución de los lugares.
La federación hace aplicar la política del partido a nivel local. Existe una federación para cada departamento metropolitano, del exterior, y de franceses en el extranjero. Las instancias de las federaciones son renovadas a cada congreso. El Consejo Federal (CF) es la instancia de decisión de la federación. Algunas de sus tareas son delegadas al Buró Ejecutivo Federal (BEF). El secretariado federal asegura la gestión política de la federación, en diálogo con el secretariado nacional del partido, y trabaja por delegación del CF o el BEF. El secretariado federal está constituido por miembros elegidos por el primer secretario federal, en la mayoría política de la federación. Los secretarios federales tienen la tarea de ayudarlo en la gestión de la federación y en la aplicación de las decisiones del CF. Los secretarios federales tienen la carga uno o más sectores de actividades; pueden estar asistidos por uno o más delegados federales.
El primer secretario federal es elegido por el escrutinio mayoritario de dos vueltas por los militantes después de una segunda sesión, posterior al congreso nacional. Todo candidato al puesto de primer secretario federal debe presentar un plan de acción federal. El secretario federal es el animador político de la federación, y también su portavoz. Asegura el enlace entre el secretariado nacional y la federación. Preside las reuniones del secretariado federal, del BEF o CF, donde debe rendir cuenta de sus actividades.
La unión regional reagrupa las federaciones de una misma región. Está dirigida por el comité regional del partido que determina la política del partido con respecto a los problemas de la región, y vela por su aplicación con los electos. El comité regional es elegido por una convención regional que se reúne 15 días después del congreso nacional. La convención regional elige a un secretario regional por el escrutinio mayoritario a dos vueltas. Este no puede ejercer ese trabajo y además el de primer secretario de su federación.

### Instancias nacionales
Los miembros del consejo nacional son elegidos por los delegados en el congreso nacional reunidos en asamblea de moción, proporcionalmente de los resultados obtenidos por las diferentes mociones. Verdadero parlamento del partido, el consejo nacional está compuesto por 204 miembros elegidos por el congreso nacional, y de 102 primeros secretarios federales. El consejo nacional cumple y hace cumplir la moción de orientación adoptado por el congreso nacional. Se reúne mínimamente cuatro veces al año. El actual presidente del consejo nacional es Gérard Collomb.
El buró nacional asegura la administración y la dirección del partido en el cuadro de las delegaciones que le asegura el consejo nacional. Sus miembros son elegidos con los mismos criterios que los del consejo nacional. Cuenta con 54 miembros bajo la dirección del primer secretario, y se reúne todos los martes al fin de la tarde.
Los miembros del secretariado nacional son elegidos por el consejo nacional, entre los miembros del buró nacional, por proposición del primer secretario. Tienen la carga de poner en obra las decisiones tomadas por el consejo nacional y el buró nacional. El secretariado nacional, cuyas reuniones se realizan los miércoles, aseguran la gestión del partido. Cada secretario nacional se encarga de un sector de actividad en el partido y debe rendir cuentas de su sector frente al consejo nacional. En la ocasión del congreso nacional, la dirección nacional del partido rinde cuentas de su actividad en un informe para los militantes. Los secretarios nacionales son asistidos por los delegados nacionales teniendo que trabajar en una parte del sector de cada secretariado.

### Los nombramientos
Los nombramientos de los escrutinios de lista se hacen por los militantes concernidos. El voto puede ser nacional (ej.: elecciones europeas de 1999), regional (ej.: elecciones europeas de 2004, elecciones regionales), departamental (ej.: senatoriales), municipal, etc. Se vota por la lista presentada por la federación o una lista alternativa. El procedimiento es parecido al de las elecciones de escrutinio uninominal: cantonales y legislativas. Los electores del sector en cuestión votan por el candidato de su preferencia.
Todos los adherentes, teniendo más de 6 meses de antigüedad, y con su cotización al día, electores en la zona en cuestión (más los extranjeros sin derecho a voto) tienen derecho a voto.
Desde 1995, el candidato a las elecciones presidenciales es elegido por el voto de todos los militantes.

#### Elección presidencial de 1995
Lionel Jospin obtuvo la victoria sobre Henri Emmanuelli.

### Estructuras internacionales
El Partido Socialista es miembro de la Internacional Socialista, que es la organización mundial de partidos socialistas, socialdemócratas y laboristas.
A nivel europeo, el Partido Socialista, así como todos sus militantes, adhieren al Partido Socialista Europeo.

### Organizaciones asociadas
El Partido Socialista trabaja cotidianamente con organizaciones. Estas pueden estar ligadas al PS, o simplemente ser socios.
- La Federación Nacional de los Elegidos Socialistas y Republicanos reúne, como su nombre lo indica, a los elegidos miembros del Partido Socialista y los que están cercanos a este partido. Ella ejerce en ellos actividades de información, documentación, comunicación y consejos. Tiene también un rol importante en la redacción de los textos.
- El Movimiento de los Jóvenes Socialistas es una estructura autónoma que reúne a los jóvenes que desean adherirse y que tengan de 15 a 29 años.
- La Fundación Jean Jaurès, creada por Pierre Mauroy en 1992, desarrolla tres sectores de intervención:
  - Cooperación internacional: organización de cursos de formación, de seminarios, de charlas.
  - Estudios y búsqueda: organización coloquios y conferencias; publica la Lettre de la Fondation, además de notas y obras.
  - Historia y memoria: del "Centro de archivos socialistas" (centro que gestiona todos los archivos del PS desde 1971), publicaciones y manifestaciones sobre la historia del movimiento socialista.
- La Oficina Universitaria de Búsqueda Socialista, creada en 1969, reúne un equipo de ciudadanos (militantes, periodistas,...) venidos de horizontes distintos y que creen en el socialismo democrático.
- La asociación Homosexualidad y Socialismo (HES) creada en 1983, y que trata de las cuestiones LGTB.
- La Asociación Democrática de los Franceses en el Extranjero, creada en 1980 representa a la izquierda, apoyada por el PS, en las elecciones de la Asamblea de los Franceses en el Extranjero, en la cual 155 miembros eligen 12 senadores.

## Historia

### 1831-1905: el movimiento obrero y los orígenes del socialismo francés
Las teorías desarrolladas en la primera parte del siglo XIX por los primeros pensadores socialistas (Saint Simon, Cabet, Leroux) en el seno de una burguesía iluminada, influenciaron los estratos populares. Estos teóricos luego llamados utópicos se demarcan del socialismo histórico, desarrollado por Karl Marx con su análisis de la sociedad industrial. Más allá de la utopía, la realidad fue marcada por la Revolución industrial: las nuevas condiciones de trabajo engendradas por esta causan revueltas rápidamente reprimidas: la revuelta de los canuts de Lyon en 1831, las jornadas de junio de 1848, la Comuna de París en 1871. La "cuestión social" fue puesta en primer plano, pero la revolución de 1848 ya hizo aparecer divergencias entre los demócratas socialistas reformistas (Alexandre Ledru-Rollin, Louis Blanc) y los partidarios de la revolución (Louis Auguste Blanqui, Armand Barbès), que consideran la violencia como la única vía que permitiría un cambio profundo de sistema económico y social. El combate por la república, contra la monarquía censitaria y contra el Segund Imperio, se conjuga con las nuevas luchas engendradas por las nuevas condiciones de trabajo engendradas por la revolución industrial. La izquierda republicana se organiza y busca efectuar una síntesis entre la tradición de la Montaña de la revolución francesa de 1789-1794, y las cuestiones sociales que el embrionario movimiento obrero hacía surgir.
La Segunda Internacional se constituyó en 1889 en París y la influencia de las ideas de Karl Marx es dominante. Sin embargo, las ideas libertarias y anarco-sindicalistas continúan influenciando una parte de movimiento obrero, que manifiesta su desconfianza por la política. Después del reconocimiento del derecho sindical en 1884, la Confederación general del Trabajo se constituye en 1895. En 1906, ella adopta la Carta de Amiens que consagra el principio de la independencia del sindicalismo con los partidos políticos. De ahí nace la ausencia de lazos orgánicos entre partidos y sindicatos que distingue fuertemente al socialismo francés de la socialdemocracia de Europa del Norte.
El socialismo político se unificó en Francia en 1905 bajo el pedido de la Internacional, en el congreso del Globe con la fusión de diferentes corrientes socialistas ("guesdistas", "blanquistas", "reformistas",...) en la nueva Sección Francesa de la Internacional Obrera (SFIO). Poco tiempo después, el diputado del Tarn, Jean Jaurès se impone como figura mayor del socialismo francés, por su combate por la unidad, por su voluntad de síntesis la república y el socialismo, entre el patriotismo y el internacionalismo, entre las ideas marxistas y la tradición de la Revolución francesa liberal. La SFIO, que se considera un partido obrero, obtuvo una gran base electoral(en particular con el socialismo municipal) y militante: los campesinos, los obreros, los artesanos se relacionan con los intelectuales y los funcionarios.

### 1905-1920: de la unión a la escisión
Para el periodo 1905-1969, ver también: Sección Francesa de la Internacional Obrera
Los principios del internacionalismo y del pacifismo embanderados hasta entonces por el movimiento obrero y la Segunda Internacional son puestos en cuestión por la adhesión de la SFIO y de la mayoría de la CGT a la política de unión sagrada. Sin embargo, la duración de la Guerra, los sacrificios y las desilusiones que ella trae hacen crecer una oposición que se organiza en la Conferencia de Zimmerwald, en septiembre de 1915, alrededor de la minoría de los dirigentes socialistas de los diferentes países que rechazaron la unión sagrada, que consideraban como una traición a las ideas socialistas e internacionalistas. En 1917, la revolución rusa acentúa un crecimiento de la izquierda comunista en el partido, y suscita de más en más simpatía. La SFIO, profundamente traumatizada y dividida, se encuentra frente a la situación de la adhesión a la Tercera Internacional, dirigida por Lenin y los bolcheviques.
El congreso de Tours de diciembre de 1920 viene después del fracaso electoral de 1919, pero también después del fin de la guerra que había visto a muchos dirigentes socialistas apoyar al gobierno en nombre de la unión sagrada. Por otro lado, los bolcheviques defienden la posibilidad de una revolución mundial e intentan con las 21 condiciones de adhesión a la Tercera Internacional constituirse en la vanguardia revolucionaria en cada país.
Las condiciones de una escisión están reunidas: el congreso ve la oposición entre un socialismo reformistas (basado en el parlamentarismo), posición defendida por Léon Blum, una corriente más revolucionaria pero contraria a la afiliación a la internacional de Lenin, posición defendida por Jean Longuet (que a nivel internacional será representado por la Unión de Partidos Socialistas para la Acción Internacional), y una corriente revolucionaria que buscaba la adhesión a la Tercera Internacional. Los 3/4 de los congresistas votaron la moción de adhesión a la Internacional Comunista (pero las "21 condiciones" no son votadas), y crean la Sección Francesa de la Internacional Comunista, luego llamada Partido Comunista Francés. La "Vieja Casa" de la SFIO es mantenida alrededor de Léon Blum, Jean Longuet, y unos 20 000 adherentes.

### 1921-1938: el Cartel de Izquierdas y el Frente Popular
El Cartel de Izquierdas entre 1924 y 1926 firma una mayoría de izquierda en la Asamblea alrededor de la SFIO y los Radicales. Los socialistas practican entonces por la primera vez el apoyo sin participación al gobierno.
La estalinización del Partido Comunista Francés se acompaña de muchas exclusiones y salida de militantes, que algunos vuelven a la SFIO, que se transforma así nuevamente en la organización más grande de la izquierda.
El Frente Popular es constituido en 1935. Después de las elecciones victoriosas de mayo de 1936, una huelga general espontánea permite obtener una gran cantidad de reformas sociales (subidas de salarios, convenciones colectivas, vacaciones pagadas, semana de 40 horas en vez de 48, etc.) El gobierno dirigido por Léon Blum se constituye en junio de 1936. Las dificultades económicas y la rigidez del aparato de producción llevan al gobierno a practicar una "pausa" en las reformas sociales. La política de no intervención en la guerra civil española divide a los socialistas, mientras que las primeras reformas son realizadas, el apoyo a los radicales disminuye. Los últimos meses del gobierno Blum ven una degradación de la situación. Puestos en minoría en el Senado en junio de 1937, el gobierno renuncia.

### 1939-1958: de la Resistencia a la IV República
Los socialistas franceses, fieles a la República se organizan en 1940, bajo el liderazgo, entre otros, de Daniel Mayer, en las redes de la Resistencia. El Partido Socialista SFIO es reconstruido en la clandestinidad entre marzo de 1941 y marzo de 1943. Léon Blum, antes de ser deportado, lo ilustra por su comportamiento en el proceso de Riom, obligando a Vichy a interrumpirlo el 11 de abril de 1942. Su cárcel es el punto de encuentro de los socialistas que resisten, y el exhorta incansablemente a la acción, hasta que fue deportado. Los socialistas son una de las corrientes políticas más sobrerepresentadas en la Resistencia, formando, como lo dijo Marc Sadoun (ver bibliografía), el primer grupo de la Resistencia no comunista, pero, contrariamente al Partido Comunista, no unen la reconstrucción del partido con la formación de grupos de combate (salvo en Provenza, con la Red Brutus y en Bretaña con la acción de François Tanguy-Prigent) lo que limita su visibilidad. Son hegemónicos desde el comienzo en Libération-Nord, mayoría en Libération-Sud y en los Movimientos Unidos de la Resistencia, desde sus constituciones, influyentes en Ceux de la Résistance, en el seno de los organización civil y militar y, a partir de 1942, en el movimiento Combate.
Solo Brutus y Liberation-Nord son postas sólidas para el Partido Socialista clandestino.
Miembros de la SFIO participan en el Consejo Nacional de la Resistencia (CNR), pero también algunos en los arcanos de Vichy. La SFIO practica una depuración interna severa. Edicta reglas severas sobre la reintegración de los cuadros al partido, pero la aplicación local es más delicada. Las federaciones son más indulgentes que las instancias nacionales del partido. Sobre los 168 parlamentarios (diputados y senadores) de antes de la guerra, 53 son reintegrados sin condiciones: los 32 diputados que todavía vivían y que habían votado "no" la moción que daba los plenos poderes a Petain (François Camel, Marx Dormoy, Georges Pézières, Léon Roche, murieron durante la ocupación), y 21 reintegrados por su "actitud resistente indiscutible". 84 parlamentarios son definitivamente excluidos del partido por haber votado a favor de Petain, por haberse abstenido, o por falta de Resistencia. La depuración es la ocasión de una renovación importante de los cuadros del partido: parlamentarios, dirección nacional, secretarios-federales Además, eso coincidía con el rejuvenecimiento de sus cuadros. La asunción de Georges Brutelle como secretario-general del partido, en 1947, con 25 años, es prueba de ello. Algunos excluidos de la SFIO crean, con el antiguo secretario-general Paul Faure, Charles Spinasse y otros militantes que de cerca o de lejos colaboraron con el régimen de Vichy, un Partido Socialista Democrático que luego se unión al Encuentro de Izquierdas Republicanas.
Los socialistas participan en el gobierno con De Gaulle hasta enero de 1946 y, con la fórmula del tripartismo (SFIO, PCF, MRP) hasta mayo de 1947. Las reformas de estructuras realizadas a la Liberación y mientras el tripartismo continúan a modelar la cara de la Francia moderna: voto femenino, nacionalizaciones, seguridad social, comités de empresas. La SFIO jugó un rol esencial en la redacción del programa del CNR.
La SFIO conoce un breve periodo de euforia inmediatamente después de la guerra. En mayo de 1945, la mayoría de las intendencias socialistas elegidas en las últimas elecciones municipales (1935) son reelegidos, y varias grandes ciudades se pasan al campo socialista, como Burdeos, Grenoble, Cherbourg y hasta la muy conservadora Niza. En enero de 1946, es un socialista, Félix Gouin el que sucede al general De Gaulle a la cabeza del gobierno provisional. Ese año, la SFIO cuenta con 350 000 adherentes, récord histórico nunca más igualado.
Pero se encuentra rápidamente confrontada, en el interior, a la concurrencia del PCF, y en el exterior, a la constitución de dos grandes bloques antagonistas. En las elecciones legislativas de 1945, el PCF obtiene más votos que la SFIO por primera vez (26% contra 24%). EL congreso de septiembre de 1946 se celebra con el partido teniendo una crisis de identidad. Guy Mollet anima una tendencia de izquierda que pone en minoría la dirección saliente (Daniel Mayer), apoyada por Léon Blum. Guy Mollet afirma su fidelidad a la doctrina marxista, a la lucha de clases, a la unidad de acción con el Partido Comunista, y condena los "revisionismos".
Para Léon Blum y los socialistas con responsabilidades gubernamentales, la preocupación mayor es instaurar un nuevo régimen parlamentario en el plano interior, y, en el exterior, buscar una tercera vía entre el protectorado estadounidense y la dictadura estalinista.
Así se entienden los esfuerzos para construir una Europa fuerte e independiente. En mayo de 1947, el PCF sale del gobierno por estar en contra de las políticas en Indochina, y por no querer compartir las responsabilidades gubernamentales de más en más pesadas debido a la situación económica y social. Desde el otoño de 1947, el PCF empieza una virulenta campaña antisocialista y se afirma como partido estalinista.
La SFIO, pegada como tercera fuerza política (en alianza con los radicales y el MRP, en oposición a los gaulistas y comunistas) se encuentra con una pérdida de votos, y una baja de militantes. En 1954, es Pierre Mendès France, en ese entonces radical-socialista, que parece representar al renacimiento de la izquierda no comunista. Las dificultades y los dramas de las descolonización llevan a los socialistas a tomar la dirección del gobierno del Frente Republicano, en enero de 1956, habiendo hecho campaña contra la guerra de Argelia. Además del Tratado de Roma sobre la CEE, la tercera semana de vacaciones pagas..., la acción política del gobierno de Guy Mollet fue marcada por la guerra de Argelia. Mollet no llega a imponer sus ideas a la Asamblea y a los colonos, muy hostiles a cualquier discusión con el Frente de Liberación Nacional de Argelia, sobre la independencia. Hace votar en 1956 a la Asamblea los poderes especiales al ejército (ley adoptada por casi todos los grupos representado en el parlamento, desde el Partido Comunista, hasta el CNIP), lo que va a permitir una generalización de la tortura. El servicio militar es llevado a 27 meses, y el número de soldados franceses en Argelia pasa de 100 000 en 1955, a 600 000 en septiembre de 1956. El endurecimiento de la guerra que llega después de eso hace que Pierre Mendès France y Alain Savary salgan del gobierno. La SFIO sale de esto profundamente dividida y alejada de la juventud. El "Molletismo" de la vieja SFIO es muy criticado. La IV República no sobrevive al golpe de los militares que en mayo de 1958, traen nuevamente a de Gaulle al poder.

### 1958-1971: la izquierda se busca
La actitud hacía el régimen de Charles de Gaulle divide todavía. Una minoría de la SFIO así como otros electos de la izquierda no comunista, como François Mitterrand y Pierre Mendès France se alzan contra el "golpe de estado". Algunos minoritarios salen de la SFIO y fundan el Partido Socialista Autónomo (PSA), dirigido por Édouard Depreux y Alain Savary. En 1960, el PSA se fusiona como pequeños movimientos de la izquierda cristiana y disidentes comunistas, la Unión de Izquierda Socialista (Gilles Martinet, Claude Bourdet), Tribuna del Comunismo (Jean Poperen para formar el Partido Socialista Unificado (PSU).
François Mitterrand crea la Convención de Instituciones Republicanas con Charles Hernu y Louis Mermaz en 1964, mismo año en que el movimiento sindical anuncia su renovación: la CFTC se divide, lo que lleva a la creación de la CFDT bajo el impulso de Eugène Descamps. Este periodo ve nacer una gran cantidad de clubes de izquierda, Club Jean-Moulin, Vie Nouvelle (Jacques Delors).

## Organización

### Secretarios
|  | Nombre                     | Período                 | Período                  |
|  | -------------------------- | ----------------------- | ------------------------ |
|  | Alain Savary               | 17 de julio de 1969     | 16 de junio de 1971      |
|  | François Mitterrand        | 16 de junio de 1971     | 24 de enero de 1981      |
|  | Lionel Jospin              | 24 de enero de 1981     | 14 de mayo de 1988       |
|  | Pierre Mauroy              | 14 de mayo de 1988      | 9 de enero de 1992       |
|  | Laurent Fabius             | 9 de enero de 1992      | 3 de abril de 1993       |
|  | Michel Rocard              | 3 de abril de 1993      | 18 de junio de 1994      |
|  | Henri Emmanuelli           | 18 de junio de 1994     | 26 de noviembre de 1995  |
|  | Lionel Jospin              | 26 de noviembre de 1995 | 27 de noviembre de 1997  |
|  | François Hollande          | 27 de noviembre de 1997 | 26 de noviembre de 2008  |
|  | Martine Aubry              | 26 de noviembre de 2008 | 7 de septiembre de 2012  |
|  | Harlem Désir               | 7 de septiembre de 2012 | 9 de abril de 2014       |
|  | Jean-Christophe Cambadelis | 15 de abril de 2014     | 30 de septiembre de 2017 |
|  | Olivier Faure              | 8 de mayo de 2018       |                          |

## Resultados electorales

### Elecciones presidenciales
|  | 43.25 % |

|  | 49.19 % |

|  | 25.85 % |

|  | 51.76 % |

|  | 34.10 % |

|  | 54.02 % |

|  | 23.30 % |

|  | 47.36 % |

|  | 16.18 % |

|  | 25.87 % |

|  | 46.94 % |

|  | 28.63 % |

|  | 51.64 % |

|  | 6.36 % |

|  | 1.75 % |

### Elecciones legislativas
|  | 19.18 % |

|  | 23.72 % |

|  | 22.58 % |

|  | 28.31 % |

|  | 37.52 % |

|  | 49.25 % |

|  | 31.02 % |

|  | 34.77 % |

|  | 45.31 % |

|  | 17.61 % |

|  | 31.01 % |

|  | 23.49 % |

|  | 38.20 % |

|  | 24.11 % |

|  | 35.26 % |

|  | 24.73 % |

|  | 42.27 % |

|  | 29.35 % |

|  | 40.91 % |

|  | 7.44 % |

|  | 5.68 % |

|  | 25.66 % |

|  | 31.60 % |

|  | 28.14 % |

|  | 25.81 % |

a Dentro de la coalición NUPES.
b Dentro de la coalición NFP.

### Parlamento Europeo
|  | 23.53 % |

|  | 20.76 % |

|  | 23.61 % |

|  | 14.49 % |

|  | 21.95 % |

|  | 28.90 % |

|  | 16.48 % |

|  | 13.98 % |

|  | 6.19 % |

|  | 13.83 % |

a En coalición junto a Place Publique.